# Acontia trimaculata
Acontia trimaculata är en fjärilsart som beskrevs av Christopher Aurivillius 1879.
Acontia trimaculata ingår i släktet Acontia och familjen nattflyn. Inga underarter finns listade i Catalogue of Life.